# Марецко, Якуб
Якуб Марецко (пол. Jakub Mareczko; род. 30 апреля 1994, Ярослав, Польша) — итальянский профессиональный шоссейный велогонщик, польского происхождения, выступающий c 2019 года за команду «CCC Team».

## Достижения
2014
1-й - Circuito del Porto
2015
1-й  Тур озера Тайху — Генеральная классификация
1-й  — Очковая классификация
1-й  — Молодёжная классификация
1-й — Этапы 1, 2, 3, 6, 7, 8 и 9
1-й — Этапы 3 и 4 Вуэльта Тачира
1-й — Этапы 2 и 9 Вуэльта Венесуэлы
1-й — Этап 6 Тур Хайнаня
2016
1-й — Этапы 2, 11 и 13 Тур озера Цинхай
1-й — Этапы 5 и 7 Тур Турции
1-й  Тур озера Тайху — Очковая классификация
1-й — Этапы 1, 2 и 6
1-й — Этап 7 Тур Сан-Луиса
1-й — Этап 6 Тур Лангкави
1-й — Этап 3 Международная неделя Коппи и Бартали
1-й — Тур Яньчэна
3-й  Чемпионат мира — Групповая гонка U23
10-й — Гран-при Исберга
2017
1-й  Тур озера Тайху — Генеральная классификация 
1-й  — Очковая классификация
1-й  — Молодёжная классификация
1-й — Этапы 2, 3, 4, 6 и 7
1-й  Тур Хайнаня — Очковая классификация
1-й — Этапы 2, 3, 4, 5 и 6
1-й — Этапы 3 и 7 Тур Лангкави
1-й — Этап 3 Тур Бретани
2018
1-й  Тур Марокко  — Очковая классификация
1-й Этапы 1, 3, 5, 7 и 10
1-й  Тур Шарджа — Очковая классификация
1-й Этапы 2 и 4
1-й — Этапы 3, 5 и 7 Тур озера Тайху
1-й — Этап 5 Тур Китая II
1-й — Этап 1 Тур Хайнаня

## Статистика выступлений

### Гранд-туры
| Гонка           | 2016 | 2017 | 2018 |
| --------------- | ---- | ---- | ---- |
| Джиро д'Италия  | НФ   | НФ   | НФ   |
| Тур де Франс    | —    | —    |      |
| Вуэльта Испании | —    | —    |      |

| —  | Не участвовал  |
| НФ | Не финишировал |